# 曼寧刺蝦蛄
曼寧刺蝦蛄（学名：Acanthosquilla manningi）为矮蝦蛄科刺蝦蛄屬下的一个种。